# Norma prawna
Norma prawna – norma postępowania będąca częścią porządku prawnego. Innymi słowy normę prawną stanowi będąca prawem reguła mówiąca o tym, że w pewnych okolicznościach ktoś powinien lub może się zachować (postąpić) w jakiś określony sposób. Normy prawne składają się na system prawny.
Istnieją dwa zasadniczo odmienne ujęcia teoretyczne normy prawnej: ujęcie językowe (zgodnie z którym norma jest pewnym typem wypowiedzi), które jest dominujące, oraz mniejszościowe, ujęcie pozajęzykowe (norma prawna jest pewnym działaniem społecznym). To znaczy, że zamiast postrzegać ją jako wytwór języka i analizować ją w kategoriach lingwistycznych, można ją ujmować jako fakt lub zjawisko społeczne albo psychologiczne, a więc coś, co się faktycznie wydarza w świecie fizycznym lub w czyjejś psychice.

## Norma prawna jako zjawisko językowe
Norma prawna jest wypowiedzią w określonym języku, mającą charakter dyrektywalny, tzn. wyznaczającą adresatowi normy określony sposób zachowania w określonych okolicznościach.

## Rodzaje norm prawnych
Normy można klasyfikować według różnych cech, przy czym zasadnicze znaczenie ma podział na normy generalne i indywidualne oraz konkretne i abstrakcyjne. Większość przedstawicieli nauk prawnych uznaje, że tylko normy zarówno generalne, jak i abstrakcyjne są częścią systemu prawnego i występują w aktach prawnych. Normy indywidualne i konkretne są z kolei normami będącymi efektem procesu stosowania prawa (np. normy zawarte w wyrokach sądowych lub decyzjach administracyjnych). Stanowisko prezentowane m.in. przez Hansa Kelsena, zgodnie z którym również normy indywidualne i konkretne są częścią systemu prawnego, jest mniejszościowe.

### Normy indywidualne i generalne
Adresatem normy jest podmiot, któremu norma nakazuje lub zakazuje określone działanie. W zależności od tego, w jaki sposób wskazuje się adresata, wyróżnić można:
- normy indywidualne – normy, których adresat wskazany jest jednoznacznie, poprzez wyróżniające go, niepowtarzalne cechy (np. wskazanie adresata imiennie, przez PESEL, firmę czy NIP);
- normy generalne – normy, których adresaci wskazani są ogólnie. Wskazanie takie może nastąpić poprzez cechy rodzajowe czy klasy ogólne (np. przedsiębiorca, małoletni), poprzez okoliczności, w których znajdzie się adresat (podatnik, który osiągnął określony dochód w danym roku podatkowym). Normą generalną są też normy, których adresat wskazany jest przez określenia w rodzaju: każdy czy nikt[8].

Podział na normy generalne i indywidualne jest podstawą rozróżnienia aktów prawotwórczych i aktów stosowania prawa. Normy generalne zawarte są w aktach normatywnych powszechnie obowiązujących, ale także w wielu uchwałach i zarządzeniach. Normy indywidualne zawarte są w wyrokach i postanowieniach sądów, decyzjach administracyjnych czy umowach.

### Normy jednostkowe i ogólne
W zależności od tego, czy adresat jest jeden, czy jest ich więcej, rozróżnia się normy jednostkowe i ogólne. Podział ten krzyżuje się z podziałem powyższym, tzn. możliwe są normy ogólne zarówno indywidualne (wiele podmiotów wskazanych w jednoznaczny sposób), jak i generalne. Również norma jednostkowa może mieć charakter indywidualny (konkretna osoba wskazana z imienia i nazwiska), bądź generalny (np. Prezes Rady Ministrów, który jest zawsze jeden, ale wskazany jest w sposób ogólny).

### Normy konkretne i abstrakcyjne
W zależności od tego, czy norma określa wykonanie danego czynu jednokrotnie czy wielokrotnie, można wyróżnić normy konkretne i abstrakcyjne. Podział ten ma charakter stopniowalny, a nie rozłączny. Konkretyzacja normy może nastąpić poprzez określenie miejsca, czasu czy treści czynności. Wystarczy dokładne określenie jednego z tych elementów, by norma określana była jako konkretna. W normach abstrakcyjnych elementy te określane są nie jednostkowo, ale poprzez wskazanie klasy podmiotów, zachowań, okresów.
Norma konkretna obowiązuje od czasu jej utworzenia do momentu jej wykonania (konsumpcji) lub po upływie czasu, na który została wydana. W przeciwieństwie do niej, normy abstrakcyjne, których okres obowiązywania nie został ściśle określony, do ustania ich mocy obowiązującej wymagają dokonania odrębnej czynności uchylającej – derogacji.
Tradycyjnie, w pozytywizmie prawniczym przyjmowano, że normy konkretne są cechą odróżniającą akty stosowania prawa od aktów stanowienia prawa. W praktyce, ze względu na wielowymiarowość i stopniowalność konkretyzacji, normy konkretne mogą czasem występować również w tych drugich aktach.

### Normy kategoryczne i hipotetyczne
Normy kategoryczne znajdują zastosowanie w każdych (jakichkolwiek) okolicznościach. Normy hipotetyczne znajdują zastosowanie tylko w jakichś określonych okolicznościach.

### Normy nakazujące, zakazujące, uprawniające i dozwalające
Normy nakazujące każą komuś coś zrobić lub robić. Normy zakazujące nie pozwalają komuś czegoś zrobić lub robić. Normy uprawniające przyznają komuś możliwość żądania tego, aby ktoś coś robił (zrobił) lub czegoś nie robił (nie zrobił). Normy dozwalające (zwane też zezwalającymi) pozwalają komuś na robienie (zrobienie) lub nierobienie (niezrobienie) czegoś.

### Normy kompetencyjne, ustrojowe, procesowe i materialne
Normy kompetencyjne są skierowane z zasady do organów (instytucji, jednostek) państwowych lub samorządowych i rządowych organizacji międzynarodowych lub innych jeszcze jednostek organizacyjnych i określają, jakimi sprawami takie organy (instytucje, organizacje, jednostki) mogą lub muszą się zajmować – zwłaszcza wskazują na to, w jakich sprawach są one władne orzekać lub w jakich materiach są one władne ustanowić akt prawa stanowionego albo jakie inne jeszcze działania wolno im lub powinny one podejmować. Normy ustrojowe (organizacyjne) określają strukturę danej jednostki organizacyjnej (instytucji, organizacji) i ewentualnie jej ogólny sposób działania. Normy procesowe (formalne) dotyczą trybu, w jakim dany organ ma podejmować swoje decyzje i działania. Normy materialne (merytoryczne) zawierają zakazy, nakazy, dozwolenia i uprawnienia, jakie nie mają charakteru proceduralnego, ustrojowego i kompetencyjnego. Ich adresatami są ludzie, ale także i jednostki organizacyjne (instytucje, organizacje).

### Normy dyspozytywne (dyspozycyjne) i imperatywne
Zastosowanie (obowiązywanie) norm dyspozytywych w relacjach między określonymi podmiotami można wyłączyć zgodną wolą takich podmiotów. Normy imperatywne znajdują zastosowanie (obowiązują) między określonymi podmiotami niezależnie od tego, czy one tego chcą czy nie.

### Normy programowe
Normy programowe wyznaczają cele, jakie należy zrealizować, czasem podając też środki mające służyć osiągnięciu tych celów. Ich adresatem są nie tyle obywatele danego państwa, ile jego władze. Wątpliwa jest możliwość wysuwania na ich podstawie jakichkolwiek roszczeń przez obywateli i inne jednostki w postępowaniach przed sądami – tzn. dopuszcza się, że mogą one stanowić tylko pewne niewiążące deklaracje ideowe lub polityczne.

### Normy planowe (planowania gospodarczego)
Normy planowe (planowania gospodarczego) nakazują wykonanie pewnego planu (zwłaszcza gospodarczego), celów w nim zakreślonych.

### Normy odsyłające
Normy odsyłające odsyłają bądź do innych norm (przepisów) prawnych (tzw. odesłania systemowe), bądź do norm pozaprawnych (tzw. odesłania pozasystemowe)

### Normy blankietowe
Przez normy blankietowe rozumie się bądź normy, których zastosowanie uzależnione jest od przyjęcia innych norm prawnych, bądź normy upoważniające jakiś organ – zwłaszcza w sposób ogólny (blankietowy) – do uregulowania danego zakresu spraw.

### Normy samodzielne lub zupełne
Normy samodzielne (zupełne) to normy, które nie są ani odsyłające, ani blankietowe.

### Normy proste i złożone
Normy proste określają skutki prawne zachowań (zdarzeń) tylko jednego rodzaju. Normy złożone określają skutki prawne zachowań (zdarzeń) więcej niż jednego rodzaju.

### Lex specialisilex generalis
Lex generalis oznacza regułę ogólną (powszechną). Lex specialis oznacza regułę szczególną/szczegółową (przewidującą wyjątek lub wyjątki od reguły ogólnej).

### Normy pierwszego i drugiego stopnia
Normy pierwszego stopnia dotyczą zachowań i zdarzeń. Normy drugiego stopnia są normami o normach pierwszego stopnia.

### Normy skondensowane i rozczłonkowane w przepisach prawnych
Normy skondensowane w przepisach prawnych występują wtedy, gdy z jednego przepisu prawnego można zbudować (derywować) więcej niż jedną tylko normę prawną. Normą prawną rozczłonkowaną w przepisach prawnych jest z taka norma prawna, do której skonstruowania konieczna jest większa liczba takich przepisów aniżeli jeden.

### Struktura normy prawnej
Jednym z podstawowych sporów dotyczących norm prawnych jest spór o ich strukturę, czyli podstawową formę językową, jaką przyjmują. W ramach analitycznej teorii prawa wykształciły się dwa podstawowe stanowiska: koncepcja trójelementowa oraz koncepcja dwuelementowa.

#### Koncepcja trójelementowa
Zgodnie z koncepcją trójelementową, norma prawna składa się z trzech elementów:
- hipotezy – określającą adresata i okoliczności zastosowania normy prawnej[23],
- dyspozycji – określającą nakaz lub zakaz określonego zachowania. Dyspozycja może być mniej lub bardziej szczegółowo określona. Dyspozycja odwołująca się do niewydanych jeszcze aktów prawnych jest nazywana dyspozycją blankietową[24].
- sankcji – określającej negatywną konsekwencję zachowania niezgodnego z normą.

Koncepcja trójczłonowej budowy normy prawnej opiera się na przyjmowanym przez niektóre odmiany pozytywistycznej teorii prawa założeniu, że norma prawna ze swej natury musi być zagwarantowana przymusem państwowym i że musi to znaleźć wyraz w jej syntaktycznej strukturze. Wyrażone w tekście prawnym nakazy lub zakazy, których naruszenie nie zostało zagrożone sankcją (leges imperfectae), na gruncie takiego założenia nie mogą być uznane za kompletne normy prawne i ze względu na niemożność skutecznego ich egzekwowania są raczej bliższe niewiążącym hasłom politycznym .
Stanowisko to dominowało w okresie PRL-u, uzyskując opacie ideologiczne w marksistowskiej teorii prawa. Zgodnie z marksizmem, prawo jest elementem i częścią aparatu przemocy w rękach klas panujących i jego koniecznym elementem jest oparcie na przemocy państwowej. Stąd, każda norma prawna musi być wyposażona w sankcję, czyli karę za jej naruszenie. Normy, które były jej pozbawione, nie miały charakteru prawnego, a jedynie moralny.
Koncepcja trójelementowa była krytykowana również w okresie PRL-u. Jerzy Lande wykazał, że dla sformułowania kompletnej normy prawnej wystarczą w istocie tylko dwa elementy: hipoteza i dyspozycja. Trójczłonowa norma jest natomiast hybrydą złożoną z elementów dwóch odrębnych norm dwuczłonowych – hipoteza i dyspozycja normy trójczłonowej tworzą w istocie jedną kompletną normę (normę sankcjonowaną), zaś sankcja normy trójczłonowej to dyspozycja innej normy (normy sankcjonującej), która znajduje zastosowanie, jeśli naruszona zostanie norma sankcjonująca. Lande nie kwestionował koniecznego związku normy prawnej i przymusu państwowego, zaznaczając, że normy sankcjonowane i normy sankcjonujące pozostają ze sobą w relacji sprzężenia logicznego, tj. że każda norma sankcjonowana, powinna mieć „swoją” normę sankcjonującą .
O ile koncepcja trójelementowa nadaje się do zastosowania w obszarze prawa publicznego (szczególnie karnego), o tyle w prawie prywatnym czy w konstytucyjnym wymaga stosowania bardzo skomplikowanych, sztucznych konstrukcji. Istnieją również normy, które w ogóle nie są wyposażone w sankcje, a mimo to uznawane są za obowiązujące prawo (np. normy zawarte w kodeksie rodzinnym i opiekuńczym, dotyczące relacji między małżonkami). Tym samym, nie można uznać trójelementowej koncepcji normy za uniwersalną.
Z tego powodu, współcześnie bardziej popularna jest koncepcja norm sprzężonych.

#### Koncepcja dwuelementowych norm sprzężonych
Krytyka koncepcji trójelementowej prowadziła do poszukiwania bardziej podstawowej struktury normy prawnej, która dałaby się stosować w całym systemie prawnym.
Zgodnie z koncepcją dwuelementową, norma prawna składa się z dwóch elementów: zakresu normowania i zakresu zastosowania.
- Zakres zastosowania (czasami nazywany też hipotezą) – okoliczności i adresat normy,
- Zakres normowania (czasami nazywany dyspozycją) – nakazane lub zakazane zachowania.

W zakres zastosowania normy mogą wchodzić:
- sytuacje niezależne od adresata normy lub w ogóle niezależne od człowieka – zdarzenia prawne,
- sytuacje zależne od człowieka:

1. na które człowiek ma lub może mieć przyczynowo wpływ poprzez swoje uświadamiane zachowanie – czyn prawny,
2. zorientowane celowo na wywołanie oznaczonych skutków prawnych – czynność prawna.

- działania własne adresata lub dzieło tych działań,
- działania innych osób.

W zakresie zastosowania, jak i normowania mogą pojawiać się czynności psychofizyczne oraz czynności konwencjonalne (w tym zastosowanie innych norm).
Koncepcja dwuelementowa uznaje, że sankcja nie jest koniecznym elementem każdej normy, lecz jest osobną normą, sprzężoną funkcjonalnie z normą podstawową. Koncepcję tę, zwaną koncepcją norm sprzężonych, wprowadził Jerzy Lande. Dwie normy sprzężone to:
- norma sankcjonowana – nakazująca lub zakazująca określonego zachowania;
- norma sankcjonująca – nakazująca organowi kompetentnemu (adresat), w sytuacji złamania normy sankcjonowanej (okoliczności) skazanie łamiącego normę na określoną karę (powinne zachowanie). Norma sankcjonująca skierowana jest zawsze do organów władzy publicznej, ponieważ tylko oni posiadają odpowiednie kompetencje, by stwierdzić naruszenie normy sankcjonowanej oraz wystosować odpowiednie sankcje wobec naruszyciela[30].

Obecnie, z powodów filozoficzno-prawnych, dyskurs prawniczy zdecydowanie przyjmuje za słuszne to właśnie podejście do budowy normy prawnej; prawo nie uzyskuje posłuchu wśród adresatów wyłącznie przez zastosowanie przymusu (tak jak wyraża to koncepcja trójelementowa), a głównie przez szacunek do ludzkiego życia i innych wartości, które prawo chroni. W koncepcji norm sprzężonych norma sankcjonująca stanowi ewentualność i nie jest konieczna do zaistnienia pełnowartościowej normy (co widać na przykładzie wielu gałęzi prawa innych od prawa karnego).

#### Koncepcja trójelementowych norm sprzężonych
Zgodnie z koncepcją trójelementową norm sprzężonych istnieją dwie normy, które składają się z: hipotezy1, dyspozycji1 i sankcji1 oraz hipotezy2, dysozycji2 i sankcji2 – np. każdy w każdych okolicznościach ma obowiązek chronić środowisko pod rygorem zapłaty kary pieniężnej; pracownik organu administracji, któremu przyjdzie rozstrzygać sprawę, w której ktoś nie chronił w jakichś okolicznościach środowiska, ma wymierzyć temu komuś karę pieniężną pod rygorem wszczęcia przeciwko niemu postępowania dyscyplinarnego.

#### Koncepcja dwuelementowa
Zgodnie z koncepcją dwuelementową norma prawna składa się z hipotezy i sankcji. Jest ona typowa dla prawa karnego – np. każdy, kto zabija, podlega karze 25 lat pozbawienia wolności.